# Zieleniec (osada leśna w powiecie węgrowskim)
Zieleniec – osada leśna w Polsce położona w województwie mazowieckim, w powiecie węgrowskim, w gminie Sadowne.
W latach 1975–1998 miejscowość należała administracyjnie do województwa siedleckiego.
Wierni kościoła rzymskokatolickiego należą do parafii św. Jana Chrzciciela w Sadownem.